# Навасса
О́стров Нава́сса (англ. Navassa Island, фр. La Navase, гаит. креол. Lanavaz или Lavash) — остров площадью приблизительно 5,2 км² (2 мили²). Согласно административно-территориальному устройству США, остров является неинкорпорированной неорганизованной территорией. Принадлежность острова оспаривает Гаити.
Занимает стратегическое местоположение в Ямайском проливе: 160 км (90 навигационных миль) к югу от американской морской базы Гуантанамо на Кубе, приблизительно четверть пути от Гаити до Ямайки.

## География

Карта острова

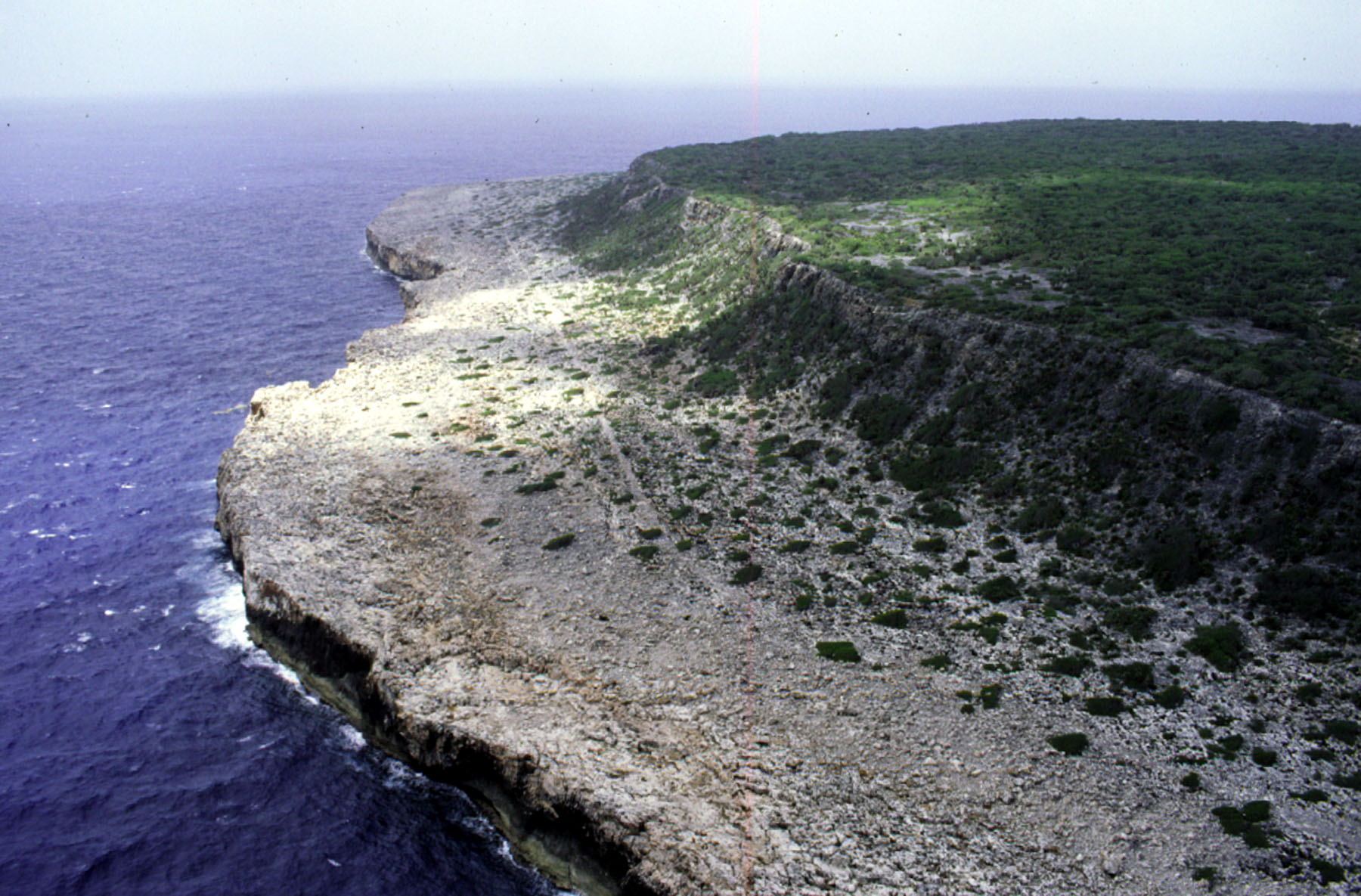
Побережье

Высшая точка — безымянная высота 77 м в 100 м к югу от маяка и 600 м к востоку от Лулу-Бей. Остров Навасса сложен главным образом из кораллового известняка; берега — вертикальные белые утёсы 9—15 м высотой. Достаточно пастбищ, чтобы поддержать стада коз. Есть также плотные заросли древесной растительности и спорадически встречающийся кактус. Топография и экология Навассы подобна таковым на острове Мона — маленьком известняковом острове, расположенном в проливе Мона, между Пуэрто-Рико и Доминиканской Республикой. Исторически они также подобны: американские территории, когда-то были центрами добычи гуано, а теперь — заповедники.

## История
В 1504 году Христофор Колумб при крушении на Ямайке послал отряд из нескольких каноэ на Гаити (Эспаньолу) за помощью. Моряки по пути причалили к неизвестному острову в поисках пресной воды. Так и был открыт остров. Открыт и забыт на следующие 350 лет, так как на нём нет источников пресной воды.
В 1857 году американские предприниматели начали разработку запасов гуано на острове, и Навасса, первоначально принадлежавшая Гаити, была аннексирована в том же 1857 году капитаном Петером Дунканом в пользу США, согласно закону о гуано (Guano Island Act) от 1856 года (это был третий остров, присоединённый согласно этому акту). В 1858 году и Империя Гаити объявила остров своей территорией. Вооружённых конфликтов между участниками спора не возникало. В период с 1865 по 1889 год на острове активно разрабатывались залежи гуано. В 1898 году разработка гуано была закончена, и остров лишился постоянного населения, хотя на него периодически высаживаются гаитянские рыбаки. С открытием в 1914 году Панамского канала остров стал значим с навигационной точки зрения. Сообщение между каналом и восточным побережьем Соединённых Штатов происходило между Кубой и Гаити, в непосредственной близости от острова по опасной акватории Наветренного пролива. В 1917 году построен 46-метровый (162 фута) маяк в точке 120 м над уровнем моря. Назначены 3 человека обслуживающего персонала: хранитель маяка и два помощника. С 1929 года маяк полностью автоматизирован. После поглощения в 1939 году Службы маяков Береговой охраной США последняя обслуживала маяк дважды в год. Во время Второй мировой войны ВМС США организовали на острове наблюдательный пункт. В послевоенное время остров оставался необитаем. К 1966 году полностью вымер уникальный местный подвид игуаны-носорога — Cyclura cornuta onchiopsis. В 1996 году Береговая охрана США перестала поддерживать маяк.
С 1998 года остров с прилегающей 12-мильной морской зоной управляется администрацией американских заповедников. С тех пор открыто несколько новых видов растений: например, Pseudophoenix sargentii subsp. saonae, подвид реликтовой пальмы псевдофеникс Саржента (Pseudophoenix sargentii). США предполагают создать на острове заповедник.

## Население
На острове имеется временный гаитянский лагерь рыбаков, в другое время остров необитаем. Остров не имеет портов или гаваней, только временные стоянки.

## Экономика
Его единственный природный ресурс — гуано; экономическая деятельность заключается в эпизодическом вылове морской рыбы гаитянскими рыбаками.

## Флаг Навассы
Неофициальный флаг необитаемого острова Навасса разработан для мемориала Второй мировой войны в Пёрл-Харборе на Гавайях 7 декабря 2001 года — корабль ВМС США Аризона. Состоит из двух равновеликих горизонтальных полос: белой — вверху, синей — внизу. В центре флага зелёный профиль острова с преувеличенным в масштабе маяком слева. Так как принадлежность острова оспаривается США и Гаити, то официально используются государственные флаги этих стран.